# Giáo dục tại Thanh Hóa
Thanh Hóa là tỉnh có truyền thống hiếu học ở Việt Nam, từ thời phong kiến đã có nhiều vị đỗ đạt cao trong các kì thi.

## Thời phong kiến
Việc học hành ở Thanh Hóa cho thấy có nhiều người đỗ đạt. Suốt hai triều Lê, Nguyễn tỉnh Thanh Hóa có 1690 cử nhân (không có số liệu về tú tài nhưng thông thường mỗi khoa thi cứ 20 cử nhân thì có 70 tú tài). Có 2 trạng nguyên, 7 bảng nhãn, 6 Thám hoa. Nếu kể cả những người đỗ nhất giáp chế khoa thì có thêm 7 người nữa.
Tại Thanh Hóa có nhiều người là người mở đầu hay tiêu biểu cho nền học thuật nước nhà như nhà sử học Lê Văn Hưu, Hồ Quý Ly là người có nhận thức mới về Nho giáo, Lương Đắc Bằng, Đào Duy Từ là nhà quân sự đồng thời cũng là nhà nghệ thuật, Nguyễn Hữu Hào mở đầu cho dòng truyện Nôm ở Việt Nam, Nguyễn Thu, Ngô Cao Lãng... là những nhà nghiên cứu dày công, có nhiều tác phẩm đồ sộ về cả sử học, địa lý.

### Việc dựng bia
Từ xa xưa để ghi nhớ việc học đồng thời cũng là khuyến khích việc học của nhân dân tại một số nơi nhân dân đã dùng bia ghi tên tuổi những người đỗ đạt như ở xã Thịnh Mỹ huyện Thọ Xuân ghi tên 40 người đỗ đạt nơi đây hay như ở huyện Đông Sơn có bia Đông Sơn huyện văn chỉ bia ký ghi lại tên 446 tiến sĩ, phó bảng trong suốt 27 khoa thi từ năm 1247 đến năm 1844 do do tổng đốc Vương Duy Trinh soạn năm 1904. Loại văn bia, văn chỉ ghi chép những người đỗ đạt, đề cao sự học này không phải chỉ có ở Đông Sơn, Thọ Xuân, Hoằng Hóa mà có ở khắp nơi. Chẳng hạn như bia ở làng Bồng Thượng ở huyện Vĩnh Lộc dựng năm 1856, bia ở làng Ngọc Dà xã Thọ Dân huyện Triệu Sơn dựng năm 1878. Lại có những tấm bia ghi riêng về thành tích học tập của một dòng họ như họ Trịnh ở Làng Hổ Bái huyện Yên Định, có tiến sĩ Trịnh Cảnh Thủy; họ Lê ở Cổ Đôi huyện Nông Cống có tiến sĩ Lê Nghĩa Trạch.... có cả loại bia để tôn vinh riêng một vị đại khoa như bia Mai học sĩ từ đường ký ở Thạch Giản huyện Nga Sơn, bia này ghi thân thế và hành trạng của Thám hoa Mai Anh Tuấn.

## Thời Pháp thuộc
Đây là thời kì Pháp thực hiện chính sách ngu dân ở Việt Nam.Toàn quyền Đông Dương Méc Lanh năm 1923 đã nói
Chỉ cung cấp cho nhân dân Việt Nam một sự giáo dục nhỏ giọt, phát triển theo nhiều năm chứ không theo chiều đứng
Giáo dục tại Thanh Hóa giai đoạn này cũng không có cơ hội phát triển, tại Thanh Hóa lúc này chỉ có 2 trường học, số lượng người đi học chỉ từ 40-60 người.
Tuy nhiên ở Thanh Hóa những tấm gương học tập và giảng dạy thời Pháp thuộc vẫn được phát huy với sự hoạt động của các hội Truyền bá quốc ngữ; của thầy và trò trường cao đẳng tiểu học Đào Duy Từ. Số học sinh ít ỏi này có những người đã tham gia hoạt động văn hóa xã hội tiến bộ, tham gia cách mạng có tên tuổi như Nguyễn Thường Khanh, Lê Hữu Kiều, Bùi Kính Thăng.... Một số trường tư thục cũng lần lượt được mở ra: Mi-si-ông; No-Annam; Lam Sơn. Ở một số huyện trong tỉnh các trường cũng đã được tổ chức do tâm nguyện của những người có tấm lòng dối với sự học của con em như huyện Hoằng Hóa có trường tiểu học của ông Trần Hậu Toàn; huyện Tĩnh Gia có trường tiểu học của ông Ngô Đức Mậu.

## Sau ngày đất nước giải phóng
Các trường tiêu biểu hiện nay: THPT Chuyên Lam Sơn, THPT Đào Duy Từ, THPT Bỉm Sơn, THPT Quảng Xương I..
Bạn có thể cập nhật tin tức, thông tin liên hệ tại các website của các trường tại toàn tỉnh Thanh Hóa (hiện có rất nhiều trường có website chính thức: Danh sách tại đây  Lưu trữ ngày 13 tháng 3 năm 2011 tại Wayback Machine